# Pirajá (Salvador)

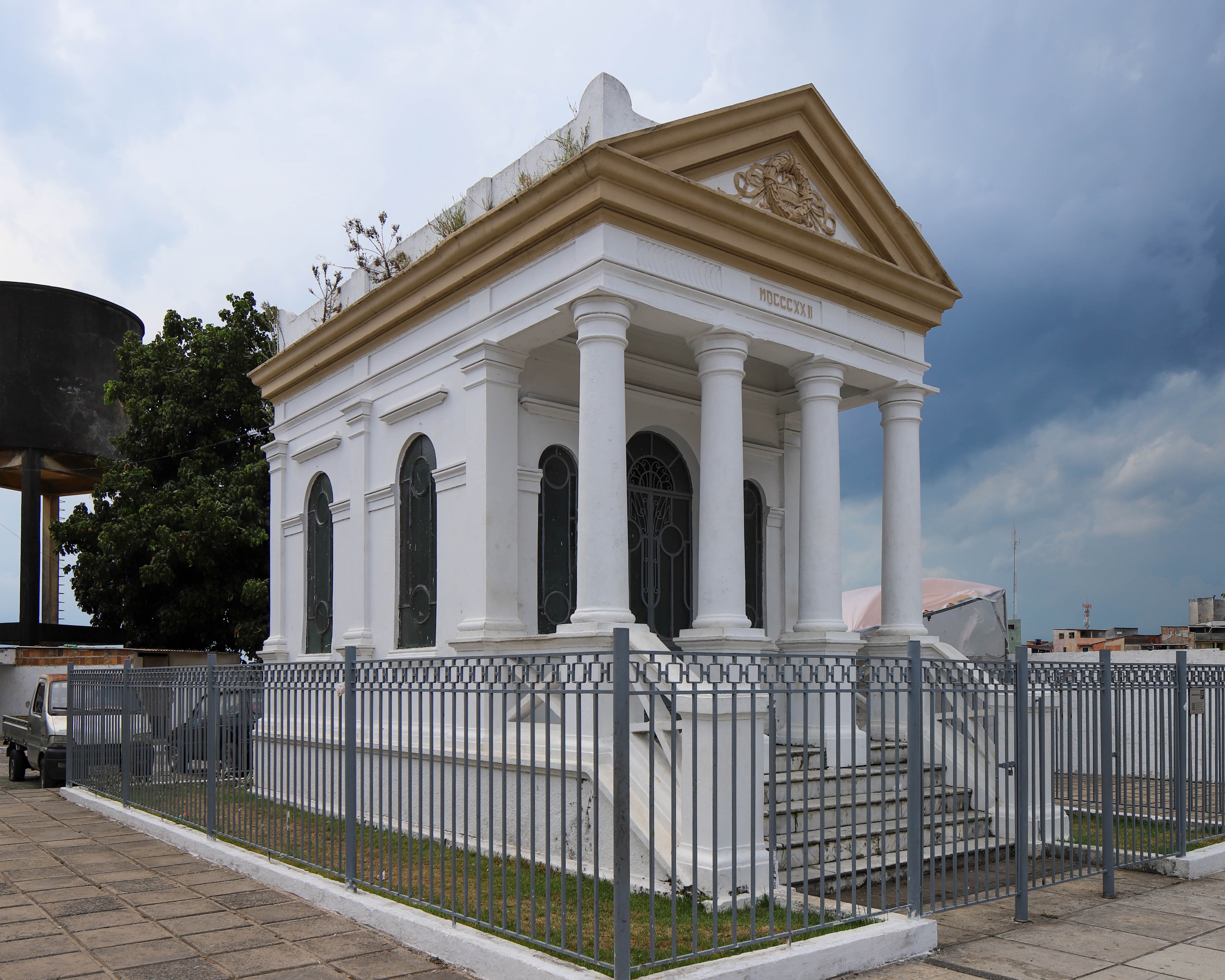
Panteão de Labatut, uma edificação do bairro Pirajá erigida em homenagem ao general Labatut.

Pirajá é um bairro do município de Salvador, no estado da Bahia, no Brasil. Concentra garagens de empresas de ônibus, galpões atacadistas, várias lojas de autopeças, uma estação de ônibus (Estação Pirajá), um porto seco, conjuntos habitacionais, a Represa do Cobre e o Parque São Bartolomeu. Também abriga a sede do "Cortejo Afro", agremiação voltada à cultura negra que é cantada pela cantora Daniela Mercury na música "Preta".

## Etimologia
"Pirajá" é um termo de origem tupi: significa "o que está repleto de peixes", através da junção de pirá (peixe) e îá (repleto).

## História
A Batalha de Pirajá é considerada um dos principais choques bélicos da guerra pela Independência da Bahia, sendo travada na área de Cabrito-Campinas-Pirajá. A principal batalha pela independência, em que os baianos venceram as forças do colonialismo português, em 1823, foi no Panteão de Pirajá, situado no Largo de Pirajá. Todo dia 1º de julho, o local recebe o Fogo Simbólico vindo do Recôncavo, representando as vilas revolucionárias instaladas na região. Na principal praça do bairro, Pierre Labatut, o general francês combatente da Batalha de Pirajá, está com seus restos mortais no panteão do local.
O bairro é um dos mais antigos de Salvador: surgiu a partir de engenhos de açúcar e das primeiras missões jesuíticas que aportaram na Bahia no período da colonização, como constata o professor Luís Henrique Dias Tavares: “Na Ribeira de Pirajá, os jesuítas estabeleceram nos primeiros anos de colonização a aldeia de São João de Plataforma, dando início às primeiras experiências de catequese. Ali, surgiram os primeiros engenhos de açúcar da cidade, como o de El-Rei ou Pirajá. 
No engenho São João, pertencente à Companhia de Jesus, o padre Antonio Vieira pregou o seu primeiro sermão, em 1633. Pelas colinas de Pirajá, corria uma das mais antigas vias de penetração para o interior do país, a Estrada das Boiadas. A Enseada do Cabrito oferecia, por outro lado, o único abrigo verdadeiramente seguro para as naus, nas vizinhanças da cidade.”

## Localização
O bairro de Pirajá fica localizado nas margens da BR-324 e do Subúrbio Ferroviário de Salvador. Seu acesso pode ser feito pela BR-324 (pelo Norte e Leste), Estrada do DERBA (pelo Norte), Estrada Velha de Campinas e (pelo Sul) e Ligação Pirajá-Suburbana (pelo Oeste). Pirajá tem pouquíssimas ligações, vias e transporte para a Região do Subúrbio Ferroviário e bairros vizinhos separados pela Represa do Cobre como Rio Sena, Alto da Terezinha e Ilha Amarela.

## Festa de Labatut
A Festa de Labatut  existe desde 1853, criada quatro anos após a morte do general Pedro Labatut (Pierre Labatut, em francês). Nessa época, iniciou-se uma romaria ao túmulo do general, que, até hoje, é reverenciado como o principal personagem da independência da Bahia. A festa de Labatut inicia-se uma semana depois da maior festa do 2 de julho. Na ocasião, os moradores de Pirajá e bairros vizinhos se reúnem e fazem a sua festa, que dura três dias.

### Rua 8 de Novembro
A origem do nome da rua de maior movimento de comércio de Pirajá, a 8 de novembro, está relacionada à data da Batalha de Pirajá. O confronto começou na madrugada do dia 8 de novembro de 1822, quando os soldados portugueses desembarcaram em Itacaranha atacando a área do Engenho do Cabrito, enquanto um outro grupo avançava por terra até Pirajá. O General Pedro Labatut, mercenário francês contratado por D. Pedro I para lutar em favor da independência do Brasil, reforçou as tropas que sitiavam a capital baiana com a Brigada do Major (depois coronel) José de Barros Falcão de Lacerda, composta por 1.300 soldados de Pernambuco, Bahia e Rio de Janeiro, que repeliu três ataques portugueses, ocasionando 80 mortes e deixando outros 80 feridos.
No comando das forças portuguesas na Bahia encontrava-se o comandante Inácio Luís Madeira de Melo, enviado por Portugal para sufocar os rumores de independência e a dissidência político-administrativa.
Um fato curioso sobre essa batalha é um relato, citado por Tobias Monteiro em seu "A elaboração da independência", sobre um episódio no qual o Major Barros Falcão, que comandava as tropas brasileiras em certo ponto, dera ordem de retirada, mas o Corneteiro Luís Lopes, por conta própria, trocou o toque para "cavalaria, avançar e degolar". Os portugueses, assustados por tal movimento (que era impossível, já que não havia cavalaria brasileira na batalha), entraram em pânico e recuaram, dando o momento da batalha aos soldados de Pernambuco, que, mais experientes, atacaram com renovado entusiasmo, impondo aos adversários um número de baixas considerável. As forças brasileiras saíram vitoriosas.

## Demografia
Foi listado como um dos bairros mais perigosos de Salvador, segundo dados do Instituto Brasileiro de Geografia e Estatística (IBGE) e da Secretaria de Segurança Pública (SSP) divulgados no mapa da violência de bairro em bairro pelo jornal Correio em 2012. Ficou entre os mais violentos em consequência da taxa de homicídios para cada cem mil habitantes por ano (com referência da ONU) ter alcançado o segundo nível mais negativo, com o indicativo de "61-90", sendo um dos piores bairros na lista.